# Donja Vrbica
Donja Vrbica es un pueblo ubicado en el municipio de Berane, en Montenegro.

## Demografía
Hasta 2011 la población era de 114 habitantes, conformada por 43 hogares y 58 viviendas.
| 477                                                              | 613 | 642 | 677 | 701 | 407 | 406 | 114 |
| (Fuente: Population statistics of Eastern Europe & former USSR.) |     |     |     |     |     |     |     |

| Etnicidad                                           | Número | Porcentaje |
| --------------------------------------------------- | ------ | ---------- |
| Bosnios                                             | 356    | 87,68 %    |
| Musulmanes                                          | 40     | 9,85 %     |
| Montenegrinos                                       | 10     | 2,46 %     |
| Fuente: Republic of Montenegro. Statistical Office. |        |            |